# United States Census 1800
Der United States Census 1800 war die zweite Volkszählung in den USA. Als Ergebnis der Auszählung wurde für die USA zum Stichtag 4. August 1800 eine Bevölkerungszahl von 5.308.483 Einwohnern ermittelt, wovon 893.602 Sklaven waren. Erstmals wurde auch der District of Columbia einbezogen.
Die Daten enthalten Angaben zum Namen des Familienoberhaupts, Anzahl der freien weißen Personen (Männer und Frauen) – nach Altersgruppen aufgeschlüsselt (< 10, 10–15, 16–25, 26–44, 45 und älter), Anzahl der freien Personen, Anzahl der Sklaven, Stadt oder Distrikt und gelegentlich Wohnort oder Wohndistrikt.
Die Daten der Volkszählung in den Staaten Delaware, Georgia, Kentucky, New Jersey, Tennessee und Virginia von 1790 bis 1830 gingen verloren.
Die in den alle zehn Jahre stattfindenden Volkszählungen der Vereinigten Staaten ermittelten Einwohnerzahlen der Bundesstaaten sind der Schlüssel zur Festlegung der Anzahl der Abgeordneten aus diesen Bundesstaaten im Repräsentantenhaus der Vereinigten Staaten. Die Anpassung wird in der Regel im übernächsten Kongress nach einer Volkszählung vorgenommen.

## Bevölkerungsreichste Städte
Die bevölkerungsreichsten Städte der USA nach Einwohnerzahl im Jahr 1800.
| Rang | Stadt              | Bundesstaat          | Bevölkerung |
| ---- | ------------------ | -------------------- | ----------- |
| 1    | New York City      | New York             | 60.515      |
| 2    | Philadelphia       | Pennsylvania         | 41.220      |
| 3    | Baltimore          | Maryland             | 26.514      |
| 4    | Boston             | Massachusetts        | 24.937      |
| 5    | Charleston         | South Carolina       | 18.824      |
| 6    | Northern Liberties | Pennsylvania         | 10.718      |
| 7    | Southwark          | Pennsylvania         | 9.621       |
| 8    | Salem              | Massachusetts        | 9.457       |
| 9    | Providence         | Rhode Island         | 7.614       |
| 10   | Norfolk            | Virginia             | 6.926       |
| 11   | Newport            | Rhode Island         | 6.739       |
| 12   | Newburyport        | Massachusetts        | 5.946       |
| 13   | Richmond           | Virginia             | 5.737       |
| 14   | Nantucket          | Massachusetts        | 5.617       |
| 15   | Portsmouth         | New Hampshire        | 5.339       |
| 16   | Gloucester         | Massachusetts        | 5.313       |
| 17   | Albany             | New York             | 5.289       |
| 17   | Schenectady        | New York             | 5.289       |
| 19   | Marblehead         | Massachusetts        | 5.211       |
| 20   | New London         | Connecticut          | 5.150       |
| 21   | Savannah           | Georgia              | 5.146       |
| 22   | Alexandria         | District of Columbia | 4.971       |
| 23   | Middleborough      | Massachusetts        | 4.458       |
| 24   | New Bedford        | Massachusetts        | 4.361       |
| 25   | Lancaster          | Pennsylvania         | 4.292       |
| 26   | New Haven          | Connecticut          | 4.049       |
| 27   | Portland           | Maine                | 3.704       |
| 28   | Hudson             | New York             | 3.664       |
| 29   | Hartford           | Connecticut          | 3.523       |
| 30   | Petersburg         | Virginia             | 3.521       |
| 31   | Washington         | District of Columbia | 3.210       |
| 32   | Georgetown         | District of Columbia | 2.993       |
| 33   | York               | Pennsylvania         | 2.503       |